# 茶山镇 (东莞市)
茶山鎮，是东莞市下辖的32镇区之一；按照东莞的说法，茶山位于埔田片。茶山鎮雖有“茶山”之名，卻是一个没有茶叶出产的地方。2019年中国百强乡镇第89名。鎮人民政府駐站前路2號。

## 行政区划
茶山镇下辖以下地区：
茶山圩社区、茶溪社区、上元村、茶山村、下朗村、横江村、卢边村、寒溪水村、增埗村、南社村、塘角村、京山村、博头村、冲美村、粟边村、刘黄村、孙屋村和超朗村。

## 地理
- 茶山镇位于东莞城区的东北，约11.5公里，总面积51平方公里。东面邻近石排镇；东南方与横沥镇和东坑镇接壤；南接寮步镇；西面是东城区；北接东江南支流，与石碣镇和石龙镇一河之隔。寒溪水流经茶山，在东莞市东城区峡口汇入東江南支流。

- 23°4′47.75″N 113°51′52.26″E / 23.0799306°N 113.8645167°E

## 历史
梁武帝时（502年—519年）鄉人創建雁塔寺,僧人沿山種茶,茶山之名由此而起,距至今已有1500历史。清时属文顺乡，民国时期属第六区，中华人民共和国成立后属第五区、1953年属石龍区。1959年从石龍公社拆出來成立茶山人民公社，1983年撤社建区，1987年撤区建镇。

## 人口
茶山鎮的原居民以廣府民系為主。原居民的主要姓氏有：
| 姓氏 - 袁姓 - 林姓 - 卫姓 - 卢姓 - 葉姓 - 高姓 - 卜姓 - 岑姓 - 彭姓 - 谢姓 - 鍾姓 - 陈姓 | 管理区 - 上元 - 茶山 - 茶山 - 芦边 - 京山、超朗 - 茶山 - 茶山 - 茶山 - 茶山 - 南社 - 超朗 - 塘角、上元 |

根據東莞市第七次全国人口普查公報顯示，截至2020年11月1日零時，茶山鎮常住人口為219333人。

## 經濟
農業一直都是茶山鎮的經濟命脈。從1970年代為改善洪災而大興水利建設，到改革開放後透過發展商品農業來使當地經濟轉型，農業都一直扮演着重要的角色。由於香港農業的經營環境轉差，有香港農戶把農場搬往東莞，而茶山鎮亦是其中一個香港農戶落腳的地點。
到了2000年代，由於來自香港及台灣的廠商陸續遷入東莞，茶山鎮亦慢慢從以農業為主的經濟轉向，加入工業產業。根據當地政府網頁的資料，現時在茶山鎮的工廠包括有：玩具、製衣、电子、五金、食品等30多个行业，當中玩具業更擁有良好声誉。然而，由於工業發展帶來的較高利潤，使一些地方政府亦渴望把舊有的農地轉型成為工業用地，從而引發出收地賠償的各種糾紛。當中有些地方政府以執法人員或地方土豪對不滿被徵地的農民採取截電斷水等極烈措施，或以武力威嚇，為鎮的發展帶來負面的影響。有關暴力行為從2008年8月開始，截至2010年6月，有關暴力行為仍未停止。
- 東莞生態園，目标发展成为国家循环经济生态工业示范园区。

### 農業特产
- 有名的荔枝品種"茶山黑葉"出产地。
- 茶山是东莞荔枝的一个重要产区，每年的六月到七月是荔枝的最佳品尝时期。

## 中国传统村落
- 2012年12月，南社村被评为首批“中国传统村落”。
- 2013年8月，超朗村被评为第二批中国传统村落。

## 旅游
- 东岳庙
- 南社明清古村
- 麥屋古村
- 生态园

## 教育
- 茶山中学

## 交通
有巴士連接东莞城区、广州、深圳和东莞的其它镇区。

### 巴士
- 805路、805a路（东莞火车站茶山側 - 东坑镇 - 大朗镇 - 松山湖 - 长安汽车站）
- 809路（东莞火车站石龙侧 - 石排镇 - 企石镇 - 桥头镇 - 樟木头振通汽车站）
- 826路（东莞火车站 - 寮步镇 - 大岭山镇 - 长安汽车北站）
- 829路（石碣潢泗围 - 东城区榴花 - 东莞火车站石龙侧 - 茶山镇 - 东坑镇 - 松山湖汽车站）
- 852路（东城区榴花汽车站 - 东莞火车站石龙側 - 横沥镇 - 常平东莞东火车站）
- 859路（东莞市汽车客运东站 - 寮步镇 - 茶山冲美村）
- 861路（东莞火车站 - 东坑镇 - 大朗镇 - 黄江汽车站）
- l6路（茶山南社社区 - 东莞市汽车客运东站 - 东莞市区旗峰公园 - 东城体育公园）

### 公共交通车
- 茶山1路（石龙金沙湾购物广场 - 东莞火车站 - 镇政府 - 中国电信 - 上元 - 大圳埔工业区）
- 茶山2路（石龙金沙湾购物广场 - 东莞火车站 - 茶山医院 - 茶山中学 - 沙敦 - 芦边 - 寮步向西路口）
- 茶山3路（东莞火车站 - 坑口 - 茶山医院 - 中国电信 - 南社）
- 茶山4路（石龙金沙湾购物广场 - 京山 - 东莞火车站 - 茶山医院 - 中国电信 - 南社 - 超朗 - 陈屋 - 横沥西城科技园）
- 茶山5路（博头村 - 冲美 - 塘角工业区 - 茶园商城 - 茶山医院 - 安泰路 - 塘边 - 增步 - 芦边 - 卢元 - 寒溪水村）
- 茶山6路（东莞火车站 - 镇政府 - 茶山医院 - 茶园商城 - 塘角 - 对塘 - 生态园东华校区）

### 铁路
- 東莞站 (廣深鐵路 广州－深圳）(東莞火車客運站於 2014年1月4日投入使用)
- 東莞軌道交通R2線[7]

### 公路
- 莞龙公路（东莞城区－石龍镇）
- 石大公路（石龍镇－大岭山镇）
- 东莞市东部快线（松山湖快速路松山湖立交－桥头镇桥龙路）- 高架快速路
- 茶横公路（茶山镇－横沥镇）
- 东莞市生态园大道（茶山镇生态园 - 松山湖科技产业园区）- 高架快速路

## 歷代名人
- 何真：元朝官員割據嶺南，後投降朱元璋，封東莞伯。